# Alticola albicaudus
Alticola albicaudus es una especie de roedor de la familia Cricetidae.

## Distribución geográfica
Se encuentra en la India y Pakistán. 